# Charles V. Fornes

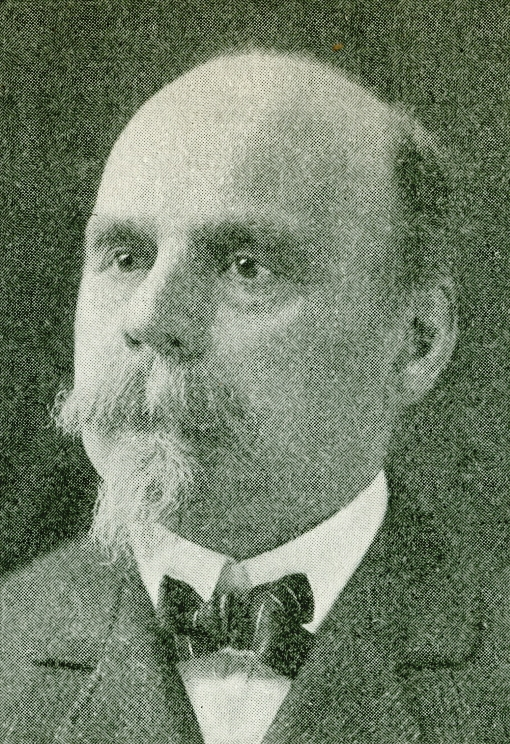
Charles V. Fornes

Charles Vincent Fornes (* 22. Januar 1844 bei Williamsville, New York; † 22. Mai 1929 in Buffalo, New York) war ein US-amerikanischer Politiker. Zwischen 1907 und 1913 vertrat er den Bundesstaat New York im US-Repräsentantenhaus.

## Werdegang
Charles Vincent Fornes wurde ungefähr zwei Jahre vor dem Ausbruch des Mexikanisch-Amerikanischen Krieges auf einer Farm bei Williamsville im Erie County geboren. Er besuchte öffentliche Schulen und graduierte 1864 an der Union Academy in Lockport. 1866 zog er nach Buffalo, wo er an einer Bezirksschule unterrichtete und dann drei Jahre lang als Principal an der Buffalo Public School tätig war. Er arbeitete als Büroangestellter (clerk) für einen Großhändler für Wollwaren in Buffalo und gründete später selbst ein ähnliches Geschäft. 1877 zog er nach New York City, wo er als Importeur und Großhändler für Wollwaren tätig war. Zwischen 1902 und 1907 war er Präsident im Board of Aldermen in New York City. Er war Trustee und Direktor von mehreren Banken und Körperschaften. Politisch gehörte er der Demokratischen Partei an.
Bei den Kongresswahlen des Jahres 1906 für den 60. Kongress wurde Fornes im elften Wahlbezirk von New York in das US-Repräsentantenhaus in Washington, D.C. gewählt, wo er am 4. März 1907 die Nachfolge von William Randolph Hearst antrat. Er wurde zwei Mal in Folge wiedergewählt. Da er auf eine erneute Kandidatur im Jahr 1912 verzichtete, schied der nach dem 3. März 1913 aus dem Kongress aus.
Nach seiner Kongresszeit ging er in New York City wieder seinen früheren Geschäften nach. 1926 zog er sich vom aktiven Geschäft zurück und kehrte wieder nach Buffalo zurück. Er verstarb dort am 22. Mai 1929 und wurde dann auf dem United German and French Roman Catholic Cemetery in Pine Hill (Buffalo) beigesetzt.